# Мальстрем, Маргарита Алексеевна
Маргарита Алексеевна Мальстрем (до замужества — Козлова; род. 25 марта 1939, Чурачики, Чувашская АССР) — советская лыжница.

## Биография
Маргарита Мальстрем родилась 25 марта 1939 года в селе Чурачики Цивильского района Чувашской АССР (сейчас Чувашии).
Была чемпионкой Чувашской АССР и Поволжья по лыжным гонкам.
В 1969 году завоевала золотую медаль чемпионата СССР в эстафете 4х5 км, выступая за сборную спортивного общества «Труд» вместе с Ниной Фёдоровой, Алевтиной Смирновой и Галиной Кулаковой.
Мастер спорта СССР (1964). Почётный мастер спорта СССР (1968).
В 1973 году окончила факультет физического воспитания Чувашского государственного педагогического института.
Преподавала физкультуру в Чебоксарском художественном училище.